# كانتون غراوبوندن
كانتون غراوبوندن (بالألمانية: Graubünden) هو الكانتون الوحيد في سويسرا الذي تعتبر اللغات الثلاث (الألمانية، الفرنسية والرومانشية) لغات رسمية والكانتون الوحيد حيث تعتبر اللغة الرومانشية لغة رسمية.

## أعلام
- خوان كوفاروباياس